# IC 4822
IC 4822 ist eine Spiralgalaxie vom Hubble-Typ Sc im Sternbild Pfau  am Südsternhimmel. Sie ist schätzungsweise 546 Millionen Lichtjahre von der Milchstraße entfernt und hat einen Durchmesser von etwa 115.000 Lichtjahren. 

Im selben Himmelsareal befindet sich u. a. die Galaxie IC 4825.
Das Objekt wurde am 17. September 1900 von DeLisle Stewart entdeckt.